# دانکن جی واتس
دانکن جی واتس (انگلیسی: Duncan J. Watts؛ زاده ۲۰ فوریهٔ ۱۹۷۱) یک دانشمند در زمینه علم شبکه اهل استرالیا است.